# Air Hong Kong
Không nên nhầm lẫn với hãng Hong Kong Airways, Hong Kong Airlines.

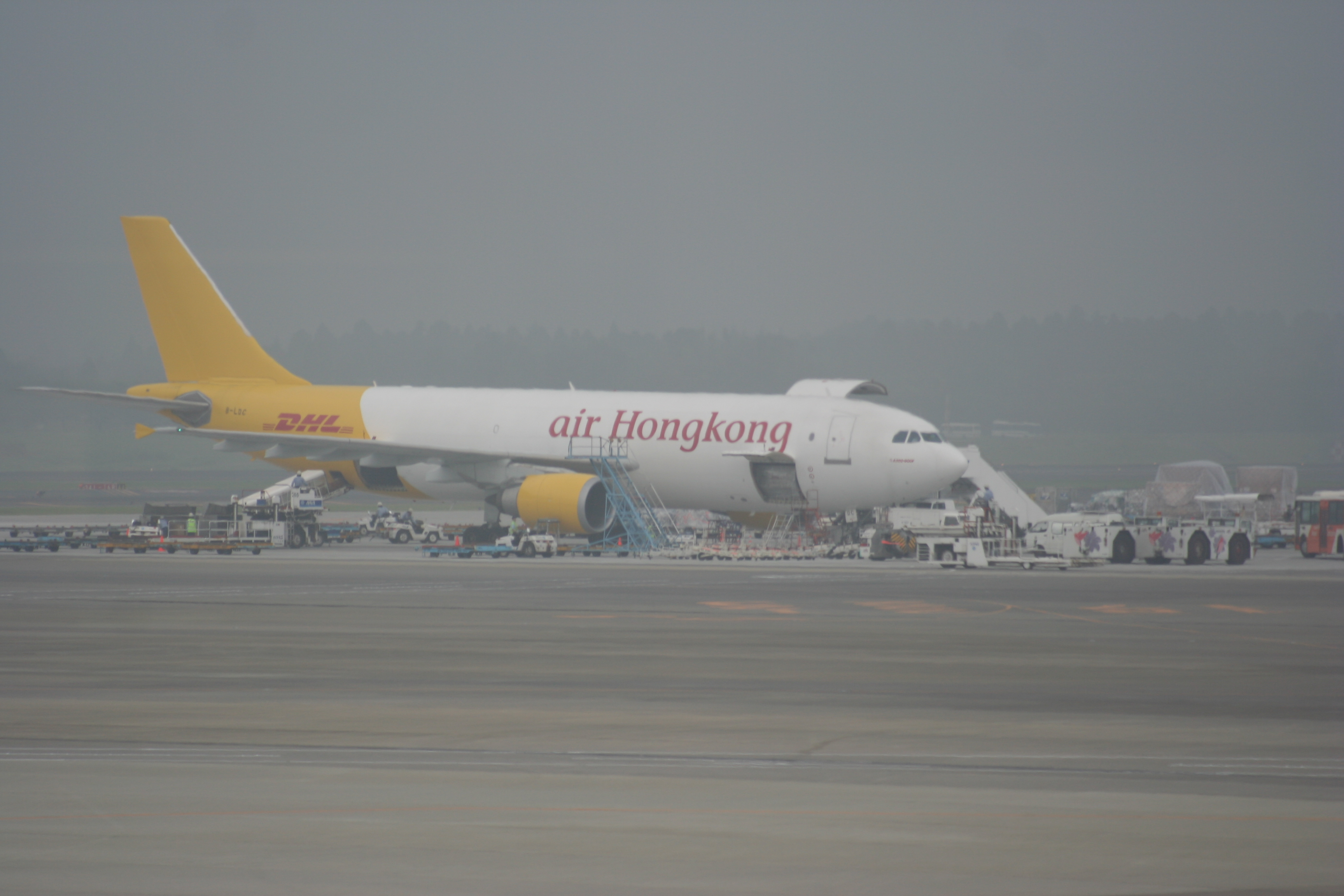
Tàu bay vận tải hàng của Air Hong Kong tại Sân bay Narita.

AHK Air Hong Kong Limited (香港華民航空) (Hương Cảng Hoa Dân Hàng không) là hãng hàng không chỉ vận tải hàng hóa có trụ sở tại Hồng Kông. Hãng cung cấp dịch vụ vận chuyển tốc hành qua đêm. Căn cứ hoạt động chính của hãng tại Sân bay quốc tế Hong Kong.

## Lịch sử
Hãng hàng không này được lập vào năm 1986 và bắt đầu vận hành tháng 2 năm 1988 với chiếc Boeing 707. Dịch vụ theo lịch trình được bổ sung năm 1989. Hai chiếc Boeing 747-100F và hai chiếc Boeing 747-200F đã được sử dụng cho đến năm 2004. 75% cổ phần của công ty đã được hãng Cathay Pacific mua tháng 6 năm 1994, và 25% tiếp theo vào tháng 2 năm 2002. Tháng 10 năm 2002 Cathay Pacific đã bắt đầu quan hệ đối tác với DHL để phát triển mạng lưới vận chuyển hàng nhanh ở châu Á và vào lúc đó, tháng 3 năm 2003, 30% cổ phần của công ty được bán cho DHL. AHK là khách hàng đầu tiên mua tàu bay vận chuyển hàng tổng hợp Airbus A300-600GF – đây là một phiên bản chỉnh sửa mới của Airbus A300F4-600R. Chiếc thứ tám, và là chiếc cuối cùng đã được giao ngày 28 tháng 6 năm 2006. 
Hiện nay hãng này có tỷ lệ sở hữu như sau: Cathay Pacific (60%) và DHL International GmbH (40%) và có 96 nhân viên đến tháng 3 năm 2007.

## Các điểm đến
Air Hong Kong vận chuyển hàng đến và đi các điểm sau:
- Trung Quốc
  - Hong Kong (Sân bay Quốc tế Hong Kong) trung tâm chính
  - Thượng Hải (Sân bay quốc tế Phố Đông Thượng Hải
- Đài Loan
  - Đài Bắc (Sân bay quốc tế Đào Viên Đài Loan)
- Nhật Bản
  - Nagoya (Sân bay quốc tế Chubu)
  - Osaka (Cảng hàng không quốc tế Kansai)
  - Tokyo (Sân bay quốc tế Narita)
- Đại Hàn Dân Quốc
  - Seoul (Sân bay Quốc tế Incheon)
- Malaysia
  - Penang (Sân bay Quốc tế Penang)
- Singapore
  - Singapore (Sân bay Quốc tế Changi Singapore)
- Thái Lan
  - Bangkok (Sân bay Quốc tế Suvarnabhumi Bangkok)
- Việt Nam
  - Thành phố Hồ Chí Minh (Sân bay quốc tế Tân Sơn Nhất

## Đội tàu bay
Đến tháng 3 năm 2007, đội tàu bay của Air Hong Kong bao gồm các tàu bay sau :
- 8 Airbus A300-600F
  - Số đăng ký của các tàu bay: B-LDA, B-LDB, B-LDC, B-LDD, B-LDE, B-LDF, B-LDG, B-LDH [cần dẫn nguồn]